# 甘孜藏族自治州人民政府
甘孜藏族自治州人民政府，简称甘孜州政府，是中华人民共和国四川省甘孜藏族自治州的地方国家行政机关。

## 政府机构

### 工作部门
- 甘孜藏族自治州发展和改革委员会
- 甘孜藏族自治州经济和信息化局
- 甘孜藏族自治州教育和体育局
- 甘孜藏族自治州科学技术局
- 甘孜藏族自治州民族宗教事务委员会
- 甘孜藏族自治州公安局
- 甘孜藏族自治州民政局
- 甘孜藏族自治州司法局
- 甘孜藏族自治州财政局
- 甘孜藏族自治州人力资源和社会保障局
- 甘孜藏族自治州自然资源局
- 甘孜藏族自治州生态环境局
- 甘孜藏族自治州住房和城乡建设局
- 甘孜藏族自治州交通运输局
- 甘孜藏族自治州水利局
- 甘孜藏族自治州农牧农村局
- 甘孜藏族自治州林业和草原局
- 甘孜藏族自治州商务和经济合作局
- 甘孜藏族自治州文化广播电视和旅游局
- 甘孜藏族自治州卫生健康委员会
- 甘孜藏族自治州应急管理局
- 甘孜藏族自治州国有资产监督管理委员会
- 甘孜藏族自治州市场监督管理局
- 甘孜藏族自治州统计局
- 甘孜藏族自治州医疗保障局
- 甘孜藏族自治州行政审批局
- 甘孜藏族自治州机关事务管理局
- 甘孜藏族自治州信访局
- 甘孜藏族自治州数据局

### 派出机构
- 海子山自然保护区管理委员会
- 海螺沟景区管理局
- 亚丁景区管理局
- 州驻成都办事处
- 州驻京联络处

### 直属事业单位
- 州消防救援支队
- 甘孜职业学院
- 州民干校
- 州地志办
- 州住房公积金管理中心